# Фенне, Тоннис
Тоннис Фенне (Томас Фунне) (1582, Любек — 1627) — немецкий купец, автор русско-нижненемецкого разговорника, составленного в Пскове в 1607 году. По некоторым данным не был создателем разговорника, а переписал более ранний документ.
Сын любекского бюргера Ганса Фунне (ум. 1605). В 1617 году сам стал бюргером этого города, в том же году женился.
В 1970 году разговорник, приписываемый Фенне, был издан в Копенгагене, где хранилась его рукопись, группой учёных во главе с Л. Хаммерихом и Р. Якобсоном.